# Valentino Mastrozzi
Valentino Mastrozzi (ur. 25 lipca 1729 w Terni, zm. 13 maja 1809 w Rzymie) – włoski duchowny katolicki, kardynał.
Pochodził z arystokratycznego rodu. 23 lutego 1801 Pius VII wyniósł go do godności kardynalskiej. W 1809 obrano go Kamerlingiem Świętego Kolegium Kardynałów na roczną kadencję, jednak zmarł w jej trakcie.